# 亚历山大·卢卡申科
亚历山大·格里戈里耶维奇·卢卡申科（發音：[alʲækˈsand(ɐ)r rɨˈɣɔravʲit͡ʂ lukaˈʂɛnka]，發音：[ɐlʲɪkˈsandr ɡrʲɪˈɡorʲjɪvʲɪtɕ lʊkɐˈʂɛnkə]；1954年8月30日—），白俄罗斯政治人物、独裁者，现任白俄罗斯总统。他于1994年7月第一次当选总统，2001年9月获得连任。2004年10月，白俄罗斯废除了总统不得连任三次的法律。此后，他又先后在2006年、2010年、2015年、2020年、2025年连任，至今已经連任7届，是歐洲在任最久且掌握實權的國家元首。自2000年1月26日起，兼任俄白联盟国国务委员会主席职务。自2024年4月24日起，就任修宪后新设立的国家最高权力机关全白俄罗斯人民大会的主席。
卢卡申科長期擔任白俄羅斯總統，在任内实施鐵腕统治，因而被媒体称为“欧洲最后的独裁者”。在外交上，卢卡申科曾於歐洲和俄羅斯之間維持中立路線，2014年乌克兰政府和烏東亲俄勢力爆發顿巴斯战争之后，他在俄罗斯与乌克兰、欧美国家之间多次斡旋；2020年鎮壓反政府示威後，在外交上全面轉向親俄。儘管盧卡申科本身擁有烏克蘭血統，但仍支援俄罗斯全面入侵乌克兰。

## 早年生活、家庭和教育
1954年8月30日，卢卡申科出生在苏联白俄罗斯维捷布斯克州科佩斯村的一个农民家庭。其外公生於乌克兰苏梅州；其母未婚生子，父不詳，而其亦因沒有父親而導致童年飽受欺凌。
1975年，卢卡申科从莫吉廖夫教育学院历史系毕业。1975至1977年间，他在苏联边防部队驻布列斯特服役。1977至1978年在莫吉廖夫团委工作。于1979年加入苏联共产党。1980年至1982年在苏军驻明斯克的近卫步兵第120师担任军官。1982年，退役后的卢卡申科进入集体农庄，后来被提拔为集体农场和建材厂领导，历任莫吉廖夫州什克洛夫区“突击手”集体农庄副主席、列宁集体农庄党委书记、“城市人”国营农场场长等职务。1985年，在莫吉廖夫州戈爾基的白俄羅斯農業學院获得经济学专业的函授毕业学位。

## 早期政治生涯
1990年，当选白俄罗斯最高苏维埃代表。
1991年，白俄罗斯最高苏维埃主席舒什克维奇与俄罗斯最高苏维埃主席叶利钦、乌克兰最高苏维埃主席克拉夫丘克签署《別洛韋日協議》，宣布解散苏联，以独立国家联合体代之。卢卡申科是白俄罗斯最高苏维埃代表中唯一一个投反对票者。然而最终苏联解体，白俄罗斯独立。
舒什克维奇试图推动白俄罗斯的经济改革，支持自由市场经济和私有制政策。但遭致以总理维亚切斯拉夫·克比奇为首的国会议员的阻挠。白俄罗斯全国陷入通货膨胀中，经济危机越来越严重。而苏联时代遗留下来的官员贪污腐败问题，也使得政权的统治被弱化。1993年7月，卢卡申科被选为最高苏维埃反贪污临时委员会主席。同年年末，他弹劾70名高官贪污腐败，其中包括最高苏维埃主席舒什克维奇和总理克比奇。国会随后发起不信任动议，舒什克维奇被迫辞职。卢卡申科因为这次弹劾而在民众中拥有了很高声望。

## 总统

### 第1届（1994-2001年）
1994年3月白俄罗斯通过新宪法，实行总统制。卢卡申科、克比奇、泽农·波兹尼亚克和舒什克维奇四人参选。在第一轮投票中，卢卡申科得票率45%、克比奇得票17%、波兹尼亚克得票13%、舒什克维奇得票13%。在第二轮选举中，卢卡申科以80.6%的得票率成功当选总统，于7月就职，任期5年。1995年白俄羅斯全民公投，修改了国旗和国徽，同时在法律上规定俄语与白俄罗斯语的相等地位。
卢卡申科自称是“人民公仆”，白俄罗斯国内的人常常把他称为“老爹”。他在任期间实行亲俄政策，白俄罗斯与俄罗斯的经济联系非常密切，与其他前苏联加盟共和国也保持着密切联系。在卢卡申科的努力下，白俄罗斯摆脱了苏联解体后资本主义的不良效应，使经济得以恢复。在世界银行2005年的报告指出，卢卡申科时代的白俄罗斯，经济确实得到了高度增长，且大多数人均能分享富裕成果。在卢卡申科的领导下，全国失业率维持在百分之二以下的水平，许多人得以脱离贫穷，人均收入也高于不少前苏联加盟国。然而，卢卡申科在国内实施鐵腕统治，他拒绝接受西方式民主，压制言论、新闻和宗教自由，镇压反对派，因此包括前苏维埃主席舒什克维奇在内的不少反对者批评其手段过于专制。卢卡申科在国际社会上的形象不佳，被欧美媒体评为「欧洲最後的独裁者」，也是美国认定的全球暴政据点之一的领袖。同时，欧洲联盟也不欢迎白俄罗斯的加入。

### 第2届（2001-2006年）
1996年11月，白罗斯通过全民公投，决定将总统任期延长至2001年11月。2001年9月9日，卢卡申科获得连任。根据当时白罗斯的法律，总统最多只能连任一次。2004年9月7日，卢卡申科提议废除总统连任的限制。同年10月17日，白罗斯举行全民公投，以79.42%的同意票废除了总统任期限制。

### 第3届（2006–2010年）
2006年3月，卢卡申科以82.6%的得票率第三次当选总统，並兼任白俄罗斯武装力量总司令、安全会议主席和奥委会主席。

### 第4届（2010–2015年）
2010年12月20日，以79.7%的得票率连任第四届。

### 第5届（2015–2020年）
2015年10月11日，以83.47%的得票率连任第五届。

### 第6届（2020–2025年）
在2020年8月9日的总统选举中，再以84.17%的高票连任第六届。然而，有不少反对派人士指出他在选举中存在舞弊行为。同年5月起，白俄罗斯各地已爆发大规模反卢卡申科游行，总统选举结果出炉后，要求卢卡申科下台的呼声日趋高涨。9月23日，卢卡申科秘密舉行宣誓就职典礼，正式第六度連任總統職位。白俄羅斯當局直到典礼結束後才對外公布，遭到白俄羅斯民眾發起示威反對連任。

### 第7届（2025年至今）
2024年2月25日，亚历山大·卢卡申科宣布竞选2025年总统选举，这意味着他将连续第八次竞选连任。2025年1月27日，盧卡申科再於總統選舉中獲得86%選票連任。

## 国内政策

### 经济政策
卢卡申科早期的经济政策方针是防止步其他前苏联国家的后尘，比如寡头政治结构的建立以及大规模的失业状况。 截止到2011年年底，白俄罗斯的失业率为其总人口的0.6%（686万名在职工人），较1995年2.9%的失业率（524万在职工人）佳。白罗斯人均收入从1993年的1,423美元上升到2019年年底的6,663美元。总体增幅是1993年的4.6倍左右。
卢卡申科统治下白俄罗斯的经济被描述为福利国家或市场社会主义。

### 新冠病毒
在新冠病毒肆虐期间，卢卡申科声明说对这种病毒的担忧就是一种“疯子跟精神病”的表现，他建议其国民应勤洗手，按时吃三餐，去洗桑拿，并喝50克伏特加，以预防人们染上新冠病毒。卢卡申科在2020年3月16日说：“人们天天在拖拉机上干活，没人谈论或关心新冠病毒。”他随后指出：“我本人并不酗酒，不过我希望人民不仅用伏特加洗手，而且用伏特加毒死新冠病毒。”

## 外交政策
卢卡申科在任期间实行亲俄政策。1997年，白俄罗斯更是与俄罗斯结为俄白联盟国，2000年1月26日联盟缔结的条约生效之后，卢卡申科担任国务委员会主席。白俄罗斯与其他前苏联加盟共和国也保持着了密切联系，但与西方国家关系恶劣，欧洲联盟甚至拒绝白俄罗斯的加入申请。
乌克兰亲俄罗斯武装冲突发生之后，俄罗斯军队介入了乌克兰的冲突，并将克里米亚重新并入俄罗斯领土。卢卡申科公开支持乌克兰，指责顿巴斯全民公投以及在乌克兰建立联邦的构想，这是他首次反对俄罗斯。他在俄乌冲突間斡旋，5月9日成功邀请乌克兰总统波罗申科和俄罗斯总统普京见面会谈。
此外，卢卡申科与委内瑞拉前总统乌戈·查韦斯、现任总统尼古拉斯·马杜罗也都有着不错的交情。
2015年9月3日，卢卡申科携其子尼古拉·卢卡申科出席中华人民共和国举办的纪念中国人民抗日战争暨世界反法西斯战争胜利70周年阅兵式。

## 批評
欧美国家媒体认为卢卡申科是「欧洲最後的独裁者」，因为他在任期间持续镇压言论、新闻及宗教自由，通过舞弊手段多次连任总统。美国政府也认定卢卡申科为全球暴政据点之一的领袖。
人权观察及国际特赦组织均指出卢卡申科曾大规模侵犯人权，如2011年8月白俄政府出台法令规定禁止3到5人在公共地点聚集，违法者最多可被拘留15天，如一群人在公园内野餐也可能被视为是违法行为。联合国人权委员会於2003年4月就白俄的人权问题作出决议，表示「深度关注」当地的人权状况，同时呼吁白俄政府尽快释放被关押的记者及政治犯，以及停止对非政府组织及政党的滋扰。
2013年，盧卡申科與白俄羅斯警方聯合獲頒搞笑諾貝爾獎的和平獎，得獎原因是盧卡申科规定在公共场合鼓掌是非法行为，而白俄羅斯警方以於「公共场合鼓掌」及「呼叫反政府口號」為由分別逮捕一名獨臂男子及一名啞巴。
2016年，非政府组织「无国界记者」把卢卡申科列入“新闻自由掠夺者”名单。
2020年9月，英國和加拿大宣布，向白俄羅斯實施制裁，把盧卡申科、他的兒子及多名政府高層官員列入制裁名單，指他們在選舉舞弊和侵犯人權。
2021年8月9日，美國、英國及加拿大宣布，對盧卡申科施壓，在貿易、財政、航空等领域制裁白俄。美國總統拜登簽署行政命令，進一步制裁白俄羅斯總統盧卡申科及他的政府，美國財政部就公布，制裁白俄羅斯23個個人及21個實體，以回應白俄當局對民主示威的打壓。受制裁的包括被指是外匯主要收入來源之一的國營鉀肥廠。
2024年8月20日，亚历山大·卢卡申科接受俄罗斯国家电视台宣传频道的采访时，他在采访中批评了几个后苏联国家的外交政策。卢卡申科在采访中嘲笑亚美尼亚，并谴责其政治领导层寻求与西方建立更紧密的关系，还称「沒有人需要亚美尼亚，让他们自力更生，即使法国在意他们，但当法国总统埃马纽埃尔·马克龙下台时，每个人都会忘记亚美尼亚人」。8月21日，亚美尼亚抗议者组织向白俄罗斯大使馆投掷鸡蛋和其他农产品表示谴责，亚美尼亚3个亲西方政党与非政府组织共同签署一份请愿书，要求驱逐白俄罗斯大使并切断与明斯克的外交关系。白俄罗斯外交部随后召见亚美尼亚代办，谴责针对其使团的破坏行为。卢卡申科也称2022年哈薩克斯坦抗議时，阿斯塔纳没有转向中国、印度或巴基斯坦，而是转向莫斯科和明斯克求助和集体安全条约组织部队的“帮助”。8月22日，哈萨克斯坦外交部召见白俄罗斯大使大使帕维尔·乌秋平 (Pavel Utyupin)问话， 副总理兼外交部长穆赫塔爾·特列烏別爾季重申了哈萨克斯坦在《联合国宪章》和国际法框架内坚定奉行平衡和平外交政策，并呼吁白俄罗斯方面“客观评估阿斯塔纳对正在发生的进程的立场”。

### 2021年白俄羅斯－歐盟邊界危機
波蘭指責2021年白俄羅斯－歐盟邊界危機是盧卡申科和普京的共同陰謀，是意圖顛覆歐盟秩序的混合戰爭。

## 其他争议
卢卡申科在2016年6月的一次演讲中将“自我增值和工作”（развиваться и работать，razvivat'sya i rabotat'）误读为“脱衣和工作”（раздеваться и работать，razdevatʹsya i rabotat'），随后有民众发起名为“#光着上班”（#раздеватьсяиработать）的活动，将自己裸体上班的照片在社交媒体上分享。还有民众呼吁卢卡申科也响应自己的号召，清凉上班。
2022年3月11日，卢卡申科与俄罗斯总统普京会谈时表示，如果俄罗斯不发起“特别军事行动”，那么乌克兰会率先进攻白俄罗斯。他向普京展示一张地图，并说“现在我将向您展示，他们准备从哪里袭击白俄罗斯……”此话引起不小反响，并成为一个流行语和模因在互联网上迅速发酵。

## 家庭与个人生活

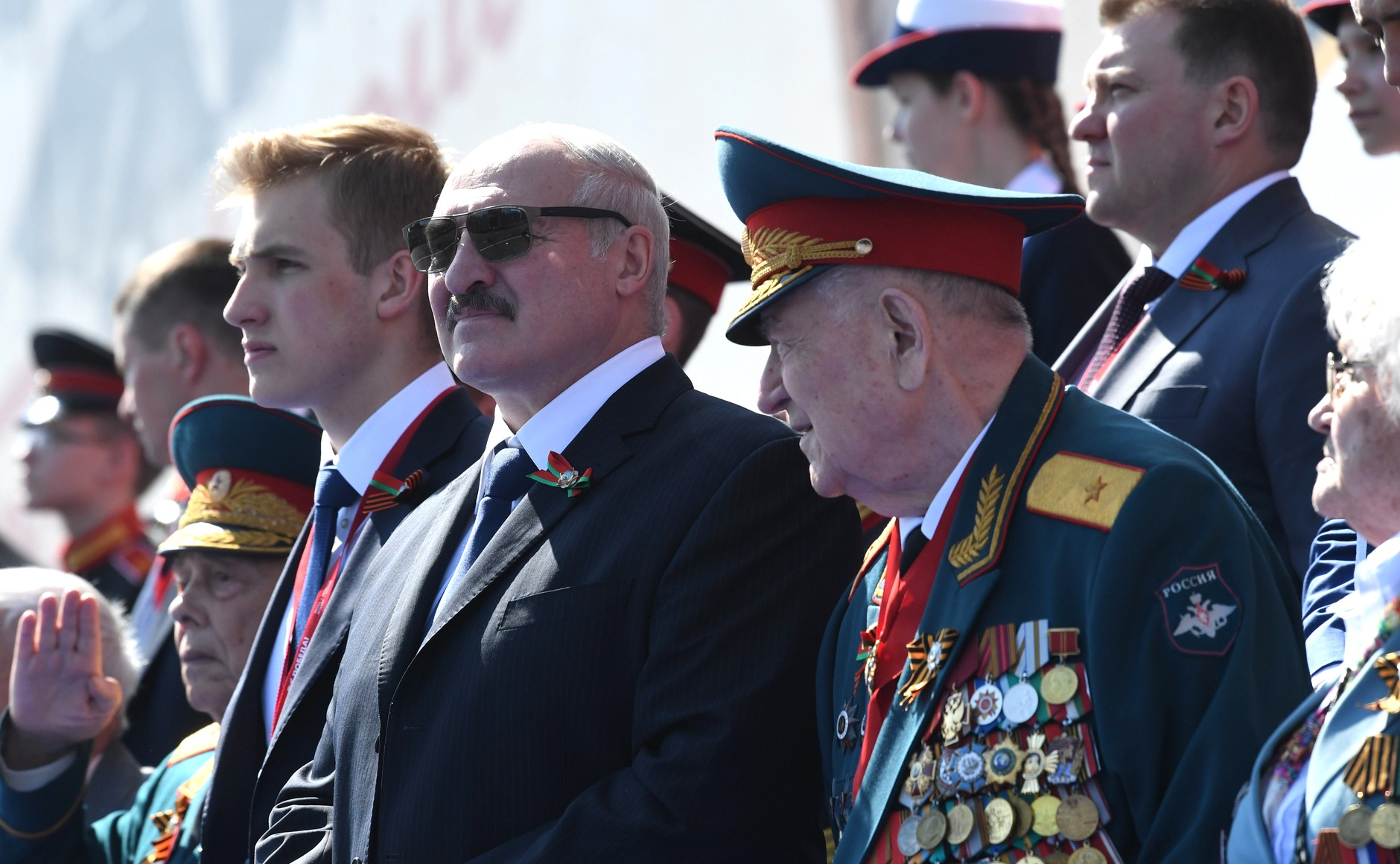
卢卡申科与尼古拉（摄于2020年6月24日）

卢卡申科在1975年与自己的同学加林娜结婚，二人育有两个儿子维克托和德米特里。兒子維克托也是卢卡申科的安全顧問。
他在1990年代当选总统后与妻子分居。2007年，卢卡申科公开承认自己有第三个儿子尼古拉，但尼古拉为私生子，其生母的身份至今仍是个谜。尼古拉自2008年起开始在公众面前亮相、出席国事活动，甚至随其父出国访问。
卢卡申科深信作为总统应该是很保守的，不应该使用任何电子设备例如手机或电脑。在当选总统前，他酷爱拉手风琴以及踢足球，但是当上总统后的他放弃了这两个爱好。 卢卡申科酷爱滑雪以及打冰球，并曾与很多国际冰球明星打过表演赛。

## 外部連結
- 白俄罗斯共和国总统卢卡申科 (新华网)（页面存档备份，存于）
- （俄文）卢卡申科的政绩（页面存档备份，存于）